# Aéroport international Arroyo Barril
L'Aéroport international Arroyo Barril est un aéroport situé à l'ouest de la ville de Santa Barbará de Samaná en République dominicaine.

## Situation
| Barahona Constanza La Romana Pedernales Monte Cristi Punta · Cana Samaná · A. Barril Samaná · El Catey Puerto Plata Santiago Saint-D. · Las Américas Saint-D. · La Isabela |

## Statistiques
Pour des raisons techniques, il est temporairement impossible d'afficher le graphique qui aurait dû être présenté ici.

Voir la requête brute et les sources sur Wikidata.

## Compagnies et destinations
| Compagnies            | Destinations                                                                                                   |
| --------------------- | --- |
| Aeronaves Dominicanas | Punta Cana Charter: Saint-Domingue Las Américas, Santiago - Cibao, Puerto Plata - Gregorio Luperón, Punta Cana |
| Aerolíneas Mas        | Saint-Domingue Las Américas, Saint-Domingue-Dr. J. Balaguer                                                    |
| Air Inter Island      | Charter: Punta Cana                                                                                            |
| SAP Air               | Charter: Punta Cana                                                                                            |

Édité le 22/09/2017